# Thrill Kill
Thrill Kill es un videojuego de lucha inédito de 1998 para Sony PlayStation. Si bien la hazaña técnica de permitir que cuatro jugadores peleen simultáneamente en la misma sala fue un punto de venta importante en su época de desarrollo, esto se vio eclipsado ampliamente por la controversia que rodea sus representaciones de violencia y contenido sexual. Ejemplos de este contenido incluyen BDSM y además disfraces y actos ambos fetichistas, desmembramiento de extremidades y movimientos especiales violentos con nombres sugerentes como «Bitch Slap», «Swallow This» y «Going Down». Recibió notablemente la rara clasificación «Adults Only» (AO; lit. 'Solo para adultos') de parte de Entertainment Software Rating Board, y fue el primer videojuego en recibir dicha clasificación por su contenido violento; todas las clasificaciones AO anteriores habían sido otorgadas por contenido sexual. Debido a esto, Thrill Kill finalmente no fue publicado; las versiones casi terminadas del videojuego, sin embargo, fueron posteriormente filtradas de manera clandestina y subidas a Internet.

## Jugabilidad
La jugabilidad consistía en una sala cerrada en 3D donde hasta cuatro adversarios lucharían hasta la muerte, y procederían a acabarse entre ellos con movimientos Thrill Kills como golpe de gracia, al estilo de las Fatalities de Mortal Kombat. Cada ataque realizado resultaría en un aumento de la sed de sangre de un personaje. En lugar de la barra de vitalidad habitual, los personajes rellenan un «medidor matanza». Una vez que este medidor estaba lleno y, por lo tanto, la sed de sangre se encontraba en su punto más fuerte, el personaje de un jugador sería electrocutado para darles una fuerza sobrehumana que permitiera un movimiento Thrill Kill para matar brutalmente a un adversario, dependiendo de qué botón se presionó al agarrar al personaje adversario.

## Argumento
Diez almas malditas han muerto y descendieron al Infierno. Este Infierno moderno se basa en el mundo real de los desviados de la actualidad. Los personajes son las manifestaciones físicas de sus enfermedades mentales o el mal escondido dentro de sus seres mortales. Cada personaje ha sido un asesino, generalmente diseñado en base a su enfermedad/mal interior. Marukka, la Diosa de los Secretos, está aburrida de su rutina habitual y decide que sería entretenido enfrentar a todos los personajes entre sí en un torneo de lucha con el premio siendo la reencarnación. Cada personaje está luchando por nada más que la autoconservación y la esperanza de renacer.

## Desarrollo y cancelación
Thrill Kill fue desarrollado a fines de la década de 1990 para Sony PlayStation por Paradox Development, más tarde Midway Studios - Los Ángeles. Hubo mucha publicidad alrededor de este videojuego, anunciado como el nuevo Mortal Kombat, y las expectativas eran bastante altas en la comunidad de jugadores. El editor debía ser Virgin Interactive, pero en el tercer trimestre de 1998 las operaciones de Virgin Interactive en América del Norte fueron adquiridas por Electronic Arts, como parte de la compra del desarrollador Westwood Studios, que también era propietario de Virgin Interactive. Esto condujo a que EA comprara los derechos de publicación del videojuego.
En este punto, Thrill Kill ya había terminado el desarrollo en su totalidad. Unas semanas antes del envío para su estreno, Electronic Arts desechó el lanzamiento del videojuego porque no querían «publicar un juego tan violento y sin sentido», ya que sentían que dañaría su imagen publica. También declararon que consideraban al videojuego tan ofensivo que ni siquiera intentarían venderlo ni que otro editor lo publicara.
Más tarde, los exempleados que habían trabajado en el mismo lanzaron el videojuego completo al grupo T@STY que lo completó antes de publicarlo en Internet junto con varias versiones beta y bootlegs del videojuego. Estas copias inundaron el mercado y, sin embargo, todavía eran vistos por una gran parte de su audiencia original. Todos los archivos todavía están ampliamente disponibles a través del intercambio de archivos y se pueden reproducir a través de emuladores.
La controversia en torno al videojuego despertó enormemente el interés sobre Thrill Kill en la comunidad de jugadores, lo que ayudó a que las copias piratas del videojuego se volvieran muy comunes. En su edición de septiembre de 2004, Official U.S. PlayStation Magazine citó a Thrill Kill como uno de los videojuegos cancelados más sobrevalorados, afirmando que «tuvo bastante hype. Pero también apestaba realmente».
El motor gráfico Thrill Kill se utilizó más tarde en muchos otros videojuegos. Fue utilizado para hacer Wu-Tang: Shaolin Style (lanzado el 31 de octubre de 1999 por Activision), un videojuego basado en el grupo de rap Wu-Tang Clan. El motor Thrill Kill se utilizó más tarde en forma de dos jugadores para X-Men: Mutant Academy (lanzado el 11 de julio de 2000 por Activision), X-Men: Mutant Academy 2 (lanzado el 17 de septiembre de 2001 por Activision) y Rock 'Em Sock 'Em Robots Arena (lanzado el 30 de noviembre de 2000 por Mattel Interactive).
En 2009, Game Informer clasificó a Thrill Kill en el décimo lugar dentro de una lista de «The Top Ten Games That Almost Were» (lit. 'Los diez juegos que casi fueron'). En 2011, GamePro clasificó a The Imp como decimocuarto en una lista de «The 50 Best Fighting Game Characters Ever» (lit. 'Los 50 mejores personajes de juegos de lucha de toda la historia').

## Banda sonora
La banda Contagion de música industrial con sede en California, grabó numerosas canciones y una banda sonora completa para el videojuego (que más tarde terminó incluyéndose en su álbum propio Infectant).